# Amadeo Rodríguez Magro
Amadeo Rodríguez Magro (ur. 12 marca 1946 w San Jorge de Alor) – hiszpański duchowny katolicki, biskup Jaén w latach 2016–2021.

## Życiorys
Święcenia kapłańskie otrzymał 14 czerwca 1970 i został inkardynowany do diecezji Plasencji. Był m.in. dyrektorem diecezjalnego sekretariatu ds. katechizacji (1986-1997), sekretarzem diecezjalnego synodu (1988-1992), a także wikariuszem generalnym diecezji (1996-2003).

### Episkopat
3 lipca 2003 papież Jan Paweł II mianował go biskupem ordynariuszem diecezji Plasencji. Sakry biskupiej udzielił mu 31 sierpnia 2003 ówczesny nuncjusz apostolski w Hiszpanii - abp Manuel Monteiro de Castro.
9 kwietnia 2016 został przeniesiony do diecezji Jaén. Ingres odbył się 21 maja 2016. 25 października 2021 papież przyjął jego rezygnację z pełnionego urzędu, złożóną ze względu na wiek.